# ニューテック (潤滑剤)
ニューテック（NUTEC）はトヨタのワークスを退職したメカエンジニアと、フランスのエルフ（現トタル石油）を退職した潤滑油開発者とで設立した高品位潤滑剤のメーカーである。
コストカットよりも品質を優先した製品開発をモットーとしている。同社のエンジンオイルは高価なエステルの配合率が高いという特徴があり、これをニューテックは分子が細かいベースオイルとアピールしている。（ニューテックでは「PAOの精製を独自で繰り返し、分子を細かくする。」と宣伝しているが、PAOを化合できるのは世界で数社であり、ブレンダーではPAOが精製できない。またPAOの分子結合はほぼ飽和状態であるので、その様なことは不可能である。 [誰によって?] ）
高級オイル、モータースポーツ用オイル市場の縮小を受け、大手石油メジャーズが高価格オイル、プロショップ向けエンジンオイルのマーケットからの撤退が進む中、数少なくなったニッチなマニア嗜好のユーザーをターゲットとして、タクマイン、アッシュ、ヒロコーなどと共にシェアを拡大しているブレンダーである。［独自研究？］
イギリスに本部を置き、オランダ、アメリカに生産拠点を置くと公表されているが、生産国が表示されている製品は少ない。（海外のサイトではNUTECのページは確認できない。）一部のエステル系添加剤にはMADE IN ENGLANDと表示されているものや、日本製と見られるオイルシーリング剤も販売されている。
EOLCSに登録されているNUTEC INTERNATIONAL LTD.はNUTEC Japan Co.Ltd.とは無関係の台湾企業と見られ、台湾NUTEC INTERNATIONAL LTD.からはINTERSPORT等デザインをそっくり模倣した商品が販売されている。台湾のオークションサイトでもトラブルになっているようである。
近年（いつ？）、8耐レースなどでスポンサーとなっているチーム(TSR等)が好成績を修めている。（基本的にはニューテックは四輪車と二輪車用という区別はしていない。）
NUTECブランドのNCシリーズの他に、比較的価格を抑えたインターセプターブランドのZZシリーズがある。
ラインナップには「100％化学合成油」と「化学合成油」と表記されたものがあり紛らわしいが、ハイドロクラッキングオイル（グループⅢ・水素化分解高粘度指数油）はニューテックではあくまで高品質な鉱物油として販売している。逆にMCシリーズでは鉱物油の配合油をミネラル・シンセティックとして、鉱物油加えることの相乗効果による利点をセールスアピールとしている。尚「エステル系」と表示されているオイルもエステルの配合率は最高30％であると公表している。
同社のオイルシーリング剤とエアコン潤滑剤のOEM品を日産の第2純正ブランド ピットワークが取り扱っている。